# Ta Da
 (juillet 2019).
Singles de Lil' Mo
5 Minutes
(1998) Superwoman Pt. II
(2001)
Ta Da est un single de la chanteuse américaine de RnB Lil' Mo. Il a été publié comme principal single pour le premier album de Lil' Mo, Based on a True Story (2001). La chanson a été écrite par Montell Jordan, le chanteur de RnB et interprétée par Anthony « Shep » Crawford. Les voix de fond ont été fournies par Shae Jones, D'Andrea Foster, Shonte Taylor et Pam Olivia[réf. nécessaire].

## Liste des pistes
CD single
1. Ta Da (Version album)
2. My Story
3. Starstruck (featuring Missy Elliott)
4. Saturday

12" vinyl
1. Ta Da (Version album)
2. Ta Da (Version radio)
3. Ta Da (Instrumental)
4. Ta Da (A cappella)

## Classements
| Classement (2000)                          | Position |
| ------------------------------------------ | -------- |
| Billboard Hot 100                          | 95       |
| Billboard Hot 100 Singles Sales            | 19       |
| Billboard Hot R&B/Hip-Hop Airplay          | 65       |
| Billboard Hot R&B/Hip-Hop Singles & Tracks | 21       |
| Billboard Hot R&B/Hip-Hop Singles Sales    | 7        |